# Øystein Paasche
Øystein Paasche, né le 3 mai 1963 à Oslo, est un musicien norvégien. Il est le batteur du groupe deLillos (en) de 1988 à 2005, succédant à Øystein Jevanord. Il a également joué dans le groupe Badegjestene, avec lequel il sort un album en 1999. Il a ensuite joué des percussions pour l'album Era / Indian impressions,, de Randall Meyers.